# Nederlandse Beroeps Voetbal Bond

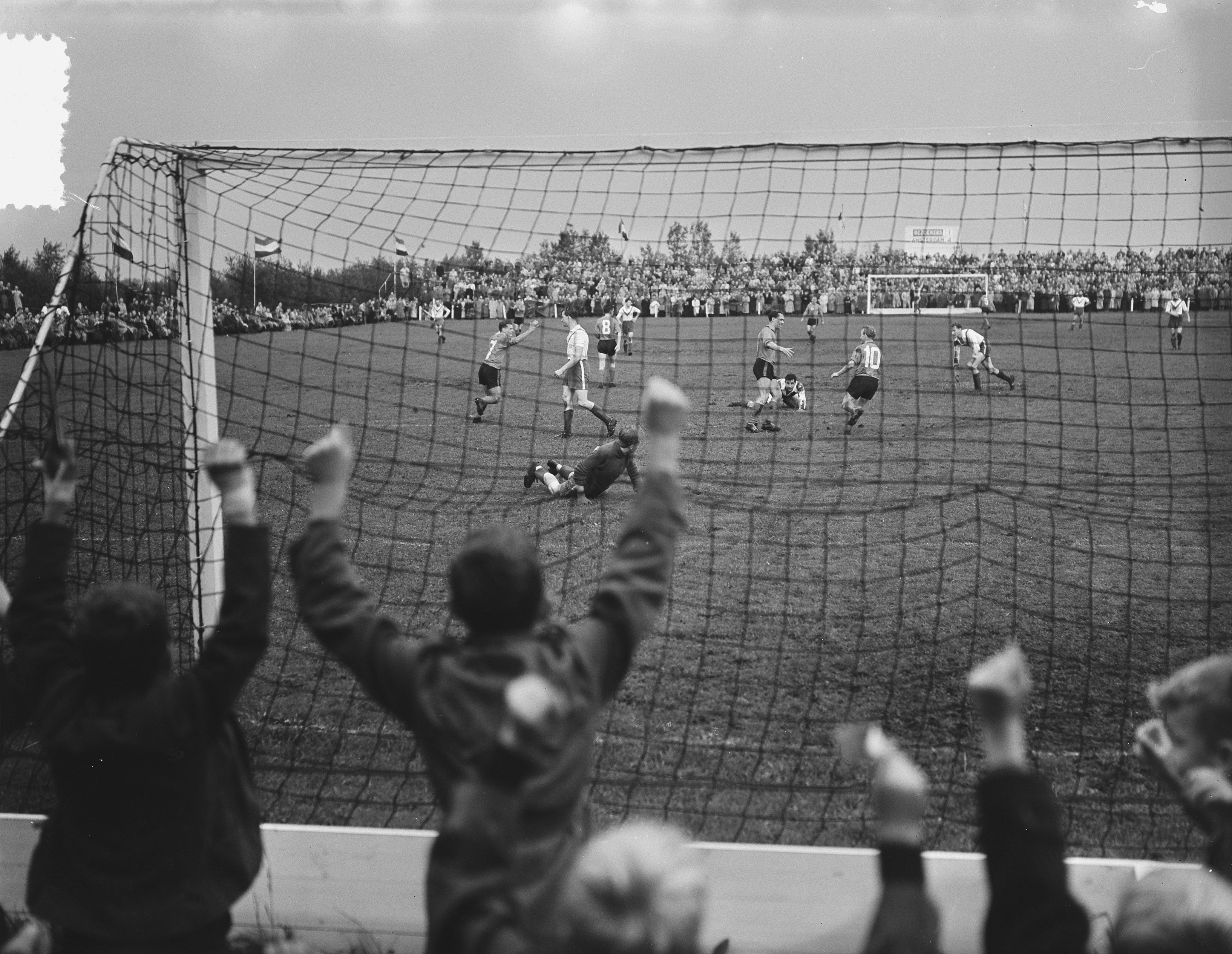
BVC Amsterdam tegen De Graafschap, gespeeld op 25 september 1954 op het TDW-terrein in Duivendrecht.

De Nederlandse Beroeps Voetbal Bond (NBVB) is een voormalige Nederlandse voetbalbond die op 20 december 1953 ontstond toen bleek dat de KNVB niet bereid was betaald voetbal te organiseren in Nederland. De NBVB fuseerde op 25 november 1954 met de KNVB.

## Oprichting
In november 1953 ging Harry van Lent lobbyen voor betaald voetbal in Nederland. Hij kreeg steun van de Amsterdamse caféhouder Bruinvelds en Jan de Natris. Op 20 december 1953 werd in het café van Bruinvelds in Amsterdam-Oost de bond opgericht met als voorlopig bestuur De Natris (voorzitter en technisch leider), S. Steinfurth (secretaris, penningmeester), Bruinvelds en Van Lent (leden). Op 15 december 1953 oordeelde de FIFA negatief over aansluiting van de nieuwe bond. In januari 1954 was B.J. Boersen de nieuwe voorzitter en Van Lent bleek niet te handhaven vanwege zijn onvoorspelbare gedrag, grote verhalen en weigering tot financiële inzage. Half januari werd Van Lent eerst door de politie verhoord en daarna geroyeerd door de bond vanwege interne ruzie. De Natris stapte hierna op. Van Lent overleed op 17 april onverwacht op veertigjarige leeftijd aan geelzucht. De KNVB had op 20 januari de nieuwe bond officieel gewaarschuwd, maar op 29 januari 1954 werd bij een notaris in Amsterdam de Nederlandse Beroeps Voetbal Bond officieel opgericht met Boersen als voorzitter en in het bestuur verder Steinfurth, S. v.d. Berg, Bruinvelds en P. Swart. Hierna begon een wervingscampagne en op 15 april had de Utrechtse club als eerste het kapitaal voor elkaar. In juni volgde de club in Venlo en daarna die in Alkmaar. Eind juni werden steeds meer spelers bekend die de overstap naar een profclub wilden maken en hierover kwamen veel rechtszaken. Ook werden clubs op wier terrein een profclub zou gaan spelen door de KNVB uitsluiting aangezegd. Hierna werden de overige clubs snel concreet. Op 22 juli trad Boersen terug als voorzitter en werd opgevolgd door Gied Joosten. Ook Roodbergen en De Vries werden aan het bestuur toegevoegd. Het bondsbureau opende op 1 augustus 1954 aan het Rokin in Amsterdam en stond onder leiding van P. Blauwhoff en Van Zijll.

## Begin van betaald voetbal in Nederland
De eerste wedstrijd gespeeld door NBVB-clubs was op 31 juli 1954 op Duinhorst te Wassenaar: een oefenwedstrijd tussen Alkmaar '54 en Den Haag. Deze wedstrijd, ook bekend als de "pontwedstrijd", eindigde in een 2–2 gelijkspel. De vriendschappelijke wedstrijd Alkmaar–Venlo in Alkmaar op 14 augustus 1954 wordt echter gezien als de eerste officiële wedstrijd onder de vlag van de NBVB. Deze wedstrijd werd gespeeld in het kader van de festiviteiten van Alkmaar 700 jaar stad. De wedstrijd trok zo'n 13.000 toeschouwers en werd met 3–0 gewonnen door Alkmaar. Het eerste doelpunt tijdens deze wedstrijd werd gescoord door Klaas Smit. Het verzoek van Alkmaar aan de NBVB om de opstelling toe te staan van de populaire Frans de Munck, de keeper van het Nederlands elftal, in het doel bij de Venlonaren (die daarvoor zou moeten worden "geleend" van Fortuna '54) was niet ingewilligd. In het tweede weekend van september 1954 begon de competitie van de NBVB. De competitie van de KNVB was een week eerder gestart. 

## Einde van de NBVB
De KNVB had op 14 augustus, tegelijk met de eerste wedstrijd van de NBVB, en vervolgens op 28 augustus extra bondsvergaderingen over het profvoetbal. Hierop werd besloten dat per 1 september ook mocht worden betaald in de hoogste afdeling (eerste klasse). Op 3 september vond het eerste overleg tussen beide bonden plaats, maar dit leidde vanwege de conflicten over spelers en terreinen eerder tot een verwijdering tussen beiden. De KNVB kwam met een generaal pardon voor terugkerende spelers. In een extra bondsvergadering op 13 oktober werden contracten voor spelers vastgesteld en werd een speciale urgentiecommissie ingesteld. Door de NBVB werd uitbreiding van de competitie aangekondigd, alsook het starten van amateurvoetbal. De wedstrijden van de NBVB werden ook goed bezocht en het profvoetbal kreeg steun in de publieke opinie. Hierop verhardde de communicatie. Op 2 november was er een goed gesprek tussen vertegenwoordigers van beide bonden. Dit leidde tot onderhandelingen en op 7 november werd een akkoord bereikt, dat door de leden van de NBVB (op 12 november) en de KNVB (op 13 november) bekrachtigd werd. De fusieovereenkomst werd op 25 november 1954 ondertekend. De beide competities werden stilgelegd en er werd op 28 november een nieuwe, gezamenlijke competitie gestart. Door fusies gingen daarbij zes clubs uit de NBVB verloren: Den Haag, Rapid '54, Rotterdam, Twentse Profs, Utrecht en Sportclub Venlo '54. Contracten van profclubs die nog in oprichting waren en niet erkend door de NBVB werden niet erkend. Oud-NBVB bestuurder Bruinvelds was niet akkoord met de fusie en kondigde in januari 1955 aan de NBVB voort te willen zetten en vanaf het seizoen 1955/56 met een nieuwe profcompetitie te komen. Dit initiatief kwam niet van de grond.

## Clubs
De NBVB bestond uit tien clubs:
- Alkmaar '54
- BVC Amsterdam
- Fortuna '54
- BV De Graafschap
- Den Haag
- Rapid '54
- BVC Rotterdam
- Twentse Profs
- Utrecht
- Sportclub Venlo '54

Van deze clubs bestaat alleen De Graafschap nog als onafhankelijke voetbalclub.
Onderstaande clubs zijn opgericht maar hebben om verschillende redenen nooit deelgenomen aan de competitie:
- BVC Den Bosch, Den Bosch, opgericht 14 oktober 1954, opgeheven in november 1954
- BVC Haarlem, Haarlem, opgericht 1 juni 1954, opgeheven per 1 september 1954
- BVC Hertogstad, Den Bosch, opgericht 4 november 1954
- BVC De Zebra's, Amsterdam

## NBVB Competitie 1954
Afgebroken eindstand 1954
| pos | club                | wed | w | g | v | pnt | dv | dt | ds  |  |
| --- | ------------------- | --- | - | - | - | --- | -- | -- | --- |  |
| 1   | Fortuna '54         | 11  | 7 | 3 | 1 | 17  | 30 | 21 | 9   |  |
| 2   | BVC Amsterdam       | 10  | 6 | 2 | 2 | 14  | 27 | 16 | 11  |  |
| 3   | Alkmaar '54         | 10  | 4 | 4 | 2 | 12  | 21 | 18 | 3   |  |
| 4   | BVC Rotterdam       | 11  | 4 | 4 | 3 | 12  | 23 | 17 | 6   |  |
| 5   | Rapid '54           | 11  | 4 | 3 | 4 | 11  | 27 | 28 | -1  |  |
| 6   | BV De Graafschap    | 11  | 3 | 5 | 3 | 11  | 24 | 30 | -6  |  |
| 7   | Sportclub Venlo '54 | 11  | 1 | 7 | 3 | 9   | 16 | 19 | -3  |  |
| 8   | Den Haag            | 11  | 4 | 1 | 6 | 9   | 16 | 23 | -7  |  |
| 9   | Utrecht             | 10  | 3 | 1 | 6 | 7   | 31 | 32 | -1  |  |
| 10  | Twentse Profs       | 10  | 1 | 2 | 7 | 4   | 14 | 25 | -11 |  |

Nederlands landskampioenschap

1888/89 · 
1889/90 ·
1890/91 ·
1891/92 ·
1892/93 ·
1893/94 ·
1894/95 ·
1895/96 ·
1896/97 ·
1897/98 ·
1898/99 ·
1899/00 ·
1900/01 ·
1901/02 ·
1902/03 ·
1903/04 ·
1904/05 ·
1905/06 ·
1906/07 ·
1907/08 ·
1908/09 ·
1909/10 ·
1910/11 ·
1911/12 ·
1912/13 ·
1913/14 ·
1914/15 ·
1915/16 ·
1916/17 ·
1917/18 ·
1918/19 ·
1919/20 ·
1920/21 ·
1921/22 ·
1922/23 ·
1923/24 ·
1924/25 ·
1925/26 ·
1926/27 ·
1927/28 ·
1928/29 ·
1929/30 ·
1930/31 ·
1931/32 ·
1932/33 ·
1933/34 ·
1934/35 ·
1935/36 ·
1936/37 ·
1937/38 ·
1938/39 ·
1939/40 ·
1940/41 ·
1941/42 ·
1942/43 ·
1943/44 ·
1944/45 ·
1945/46 ·
1946/47 ·
1947/48 ·
1948/49 ·
1949/50 ·
1950/51 ·
1951/52 ·
1952/53 ·
1953/54
Betaald voetbal

Eerste klasse 1954/55 ·
Hoofdklasse 1955/56
Eredivisie

1956/57 · 1957/58 · 1958/59 · 1959/60 · 1960/61 · 1961/62 · 1962/63 · 1963/64 · 1964/65 · 1965/66 · 1966/67 · 1967/68 · 1968/69 · 1969/70 · 1970/71 · 1971/72 · 1972/73 · 1973/74 · 1974/75 · 1975/76 · 1976/77 · 1977/78 · 1978/79 · 1979/80 · 1980/81 · 1981/82 · 1982/83 · 1983/84 · 1984/85 · 1985/86 · 1986/87 · 1987/88 · 1988/89 · 1989/90 · 1990/91 · 1991/92 · 1992/93 · 1993/94 · 1994/95 · 1995/96 · 1996/97 · 1997/98 · 1998/99 · 1999/00 · 2000/01 · 2001/02 · 2002/03 · 2003/04 · 2004/05 · 2005/06 · 2006/07 · 2007/08 · 2008/09 · 2009/10 · 2010/11 · 2011/12 · 2012/13 · 2013/14 · 2014/15 · 2015/16 · 2016/17 · 2017/18 · 2018/19 · 2019/20 · 2020/21 · 2021/22 · 2022/23 · 2023/24 · 2024/25